# Swoboda (obwód Burgas)
Swoboda (bułg. Свобода) – wieś w Bułgarii, w obwodzie Burgas, w gminie Kameno. Według danych szacunkowych Ujednoliconego Systemu Ewidencji Ludności oraz Usług Administracyjnych dla Ludności, 15 czerwca 2020 roku miejscowość liczyła 523 mieszkańców.